# Liste der Naturdenkmale in Oberelbert
Die Liste der Naturdenkmale in Oberelbert nennt die im Gemeindegebiet von Oberelbert ausgewiesenen Naturdenkmale (Stand 13. Juni 2024).

## Naturdenkmale
| Nr.         | Bezeichnung | Lage                               | Beschreibung  | Bild                                    |
| ----------- | ----------- | ---------------------------------- | ------------- | --------------------------------------- |
| ND-7143-437 | Winterlinde | Hauptstraße, Ecke Am Bußkreuz Lage | Tilia cordata | Direkt Bild zu diesem Denkmal hochladen |